# Franco Godi
Franco Godi (Milán, 10 de junio de 1940) es un músico, compositor, director de orquesta, arreglista y productor italiano.

## Biografía
Tras sus inicios en la localidad toscana de Prato, debuta en 1963 como cantante con el sencillo "Bikini di visone/Twist del battimano"
Después, inspirado en el estilo jazzístico de Quincy Jones realiza las bandas sonoras de numerosos cortometrajes y películas de animación, entre ellas las del director Bruno Bozzetto.
Ha sido autor, además, de la música de numerosos spots publicitarios de su país, y ha colaborado con numerosos directores italianos, entre los cuales cabe citar a Richard Lester, Vittorio De Sica o Gabriele Salvatores. Pero la obra por la que es más conocido en España es la banda sonora de la serie de dibujos animados Señor Rossi, del citado Bruno Bozzetto.

## Música para Cine y Televisión
- 1967 - Una vita in scatola
- 1968 - Vip - Mio fratello superuomo
- 1972 - La línea)
- 1973 - La cabina
- 1974 - Paolo il freddo
- 1975 - L'esorciccio
- 1975 - Self Service
- 1976 - Allegro non troppo
- 1976 - Il Signor Rossi cerca la felicitá
- 1977 - I sogni del Signor Rossi
- 1978 - Addio ultimo uomo
- 1982 - Africa dolce e selvaggia
- 1984 - Moa Moa
- 1988 - Don Tonino
- 1989 - Ladri di saponette
- 1992 - Tiramolla Adventures
- 1995 - Casa dolce casa